# Donaghmore (Laois)
Donaghmore (irl.: An Domhnach Mór) – wieś w hrabstwie Laois w Irlandii. Wieś jest położona w południowo-zachodniej części hrabstwa przy drodze R435. We wsi znajduje się muzeum Donaghmore Famine Workhouse poświęcone historii rodzin, którzy żyli i umierali w tym miejscu w okresie wielkiego głodu.